# 魯斯蘭·帕特耶夫
魯斯蘭·梅尼亚洛维奇·帕特耶夫（俄语：Руслан Мэнирович Патеев，1990年4月25日—），俄羅斯籃球運動員。他現在效力於VTB籃球聯賽球隊BC Khimki。他也代表俄羅斯國家男子籃球隊參賽。